# Hộ Kỵ binh Hoàng gia Anh
Hộ Kỵ binh Hoàng gia Anh (tiếng Anh: Household Cavalry - HCAv) là quân đoàn kỵ binh cao cấp nhất và lâu đời trong Quân đội Anh, có nguồn gốc từ năm 1660.
Hộ Kỵ binh được Vua Charles II thành lập lần đầu tiên, bao gồm sau này được hợp nhất từ hai trung đoàn chính là Đội Cận vệ sự sống và Blues and Royals. Hộ Kỵ binh tham gia phục vụ các nghi lễ khác nhau và hoạt động như vệ sĩ riêng của nhà vua. Lực lượng gắn kết công việc với lễ nghi hiện đóng quân tại Doanh trại Knightsbridge ở Luân Đôn thuộc khu vực Công viên Hyde.
Ngoài ra, lực lượng còn có một Trung đoàn Kỵ binh thiết giáp (HCR) có trụ sở tại Bulford trên Đồng bằng Salisbury. Đơn vị đó là một trung đoàn trinh sát đội hình, với nhiệm vụ chiến đấu ở tiền tuyến.

## Nghiệp đoàn hoạt động
Từ năm 2003 đến năm 2014, Trung đoàn Kỵ binh thiết giáp đã triển khai ba chuyến hành quân ở Iraq và năm chuyến ở Afghanistan.

## Tổ chức

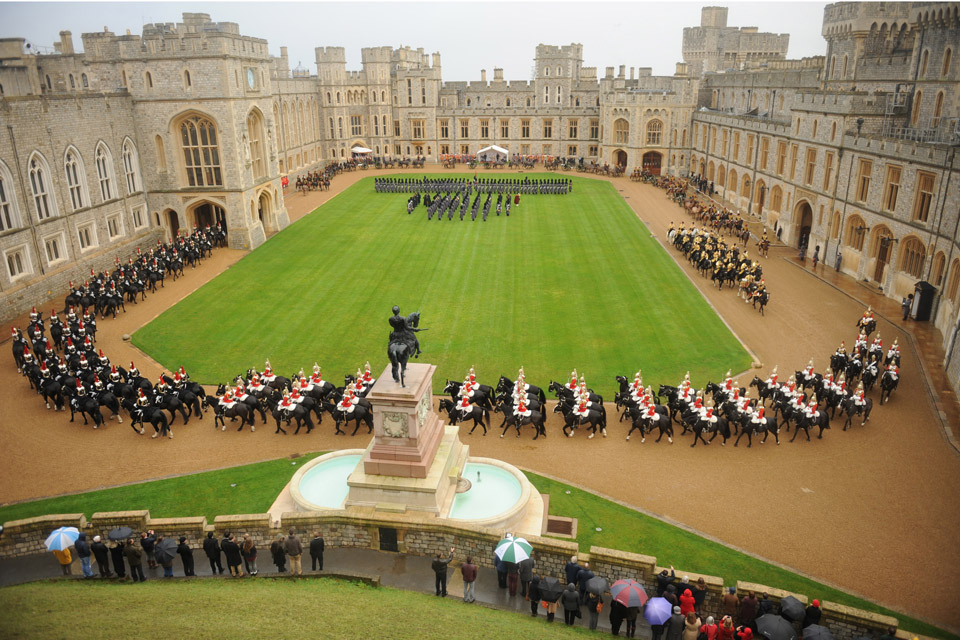
Hộ Kỵ binh diễu hành hộ tống cho Chuyến thăm cấp Nhà nước tại Lâu đài Windsor năm 2012.

Hộ Kỵ binh được hình thành từ hai trung đoàn cao cấp chính là: Đội Cận vệ sự sống và Blues & Royals. Hộ Kỵ binh là một nhánh của Sư đoàn Kỵ binh (Household Division) tại Vương quốc Anh, với năm trung đoàn Bộ binh (Grenadier, Coldstream, Scots, Ailen và Welsh) và là vệ sĩ chính thức của Nữ hoàng.
- Hộ Kỵ binh Hoàng gia bao gồm các trung đoàn:
  - Trung đoàn Hộ Kỵ binh (HCMR)
    - Đội Cận vệ sự sống (Life Guards)
    - Blues & Royals

  - Trung đoàn Kỵ binh thiết giáp (HCR)

## Trung đoàn Hộ Kỵ binh (HCMR)
Mặc dù, cùng nhau phục vụ trong Hộ Kỵ binh Hoàng gia, nhưng cả Đội Cận vệ sự sống và Blues & Royals vẫn giữ được bản sắc riêng, nhiệm vụ cho cả đại tá, truyền thống và quân phục của họ.

### Đội Cận vệ sự sống
Đội Cận vệ sự sống (tiếng Anh: Life Guards - LG)

### Blue & Royals

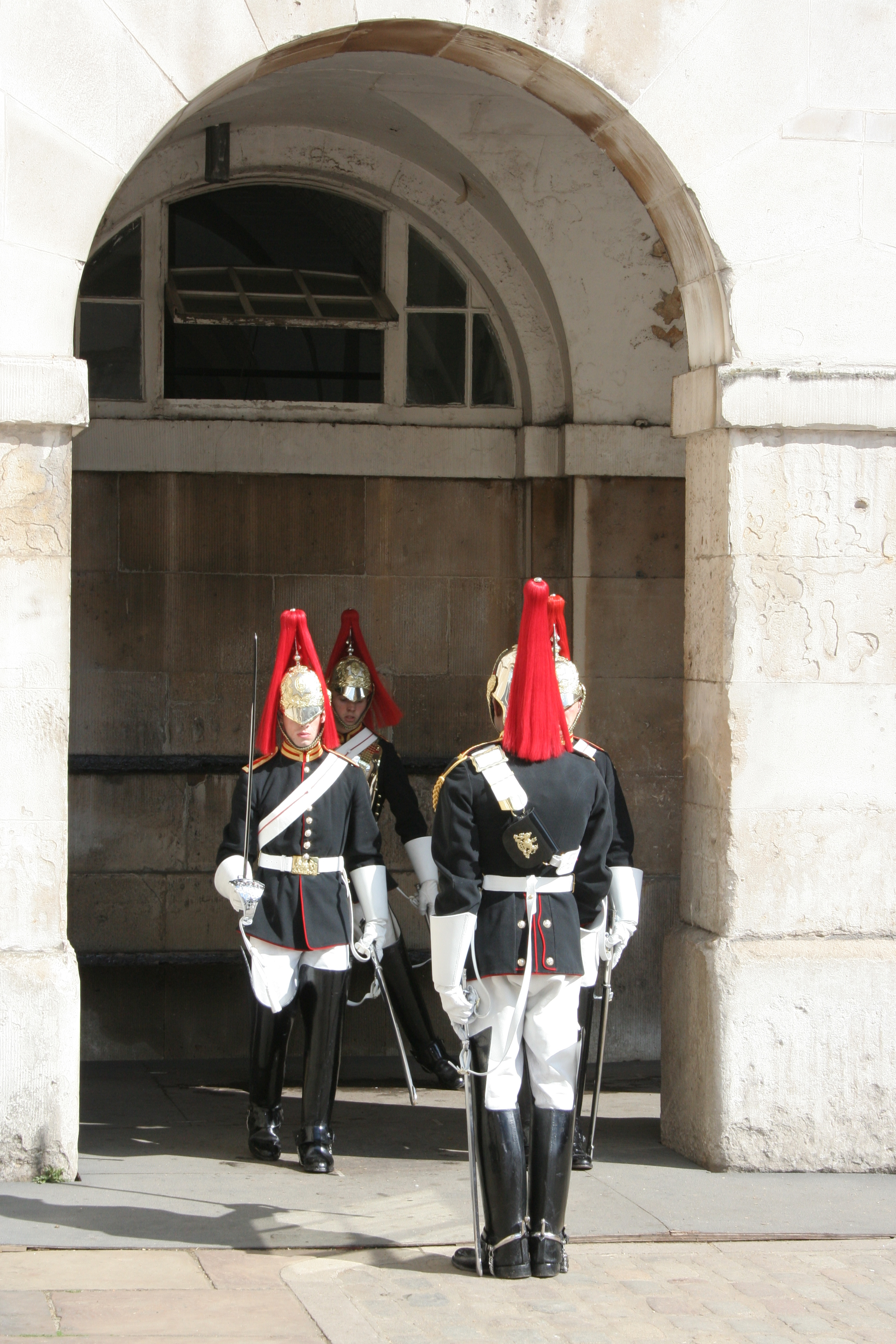
Hai người lính thuộc trung đoàn Blues & Royals trong giờ đổi gác.

Đơn vị này được hình thành vào năm 1969 bằng cách kết hợp lại từ Đội Cận vệ Kỵ binh Hoàng gia (Royal Horse Guards) với Đội The Royal Dragoons (1st Dragoons), cả hai đều có nguồn gốc từ giữa thế kỷ 17. Mặc dù nổi tiếng với các nhiệm vụ mang tính chất nghi lễ, đơn vị mới này đã hoạt động nhiều trong những năm 1970 và 1980 với tư cách là một đơn vị trinh sát ở Tây Đức cùng với Quân đội sông Rhine của Anh (BAOR).
Trung đoàn Blues & Royals hỗ trợ hai tiểu đội cho HCR và một tiểu đội cho HCMR. Họ có trụ sở tại Windsor và Trung tâm Luân Đôn. Trung đoàn cũng đeo một con đại bàng của Pháp làm huy hiệu trên tay áo, một truyền thống được kế thừa từ Tiểu đội Dragoons thứ nhất, những người đã bắt một con đại bàng tại Trận Waterloo năm 1815.

## Trung đoàn Kỵ binh thiết giáp (HCR)

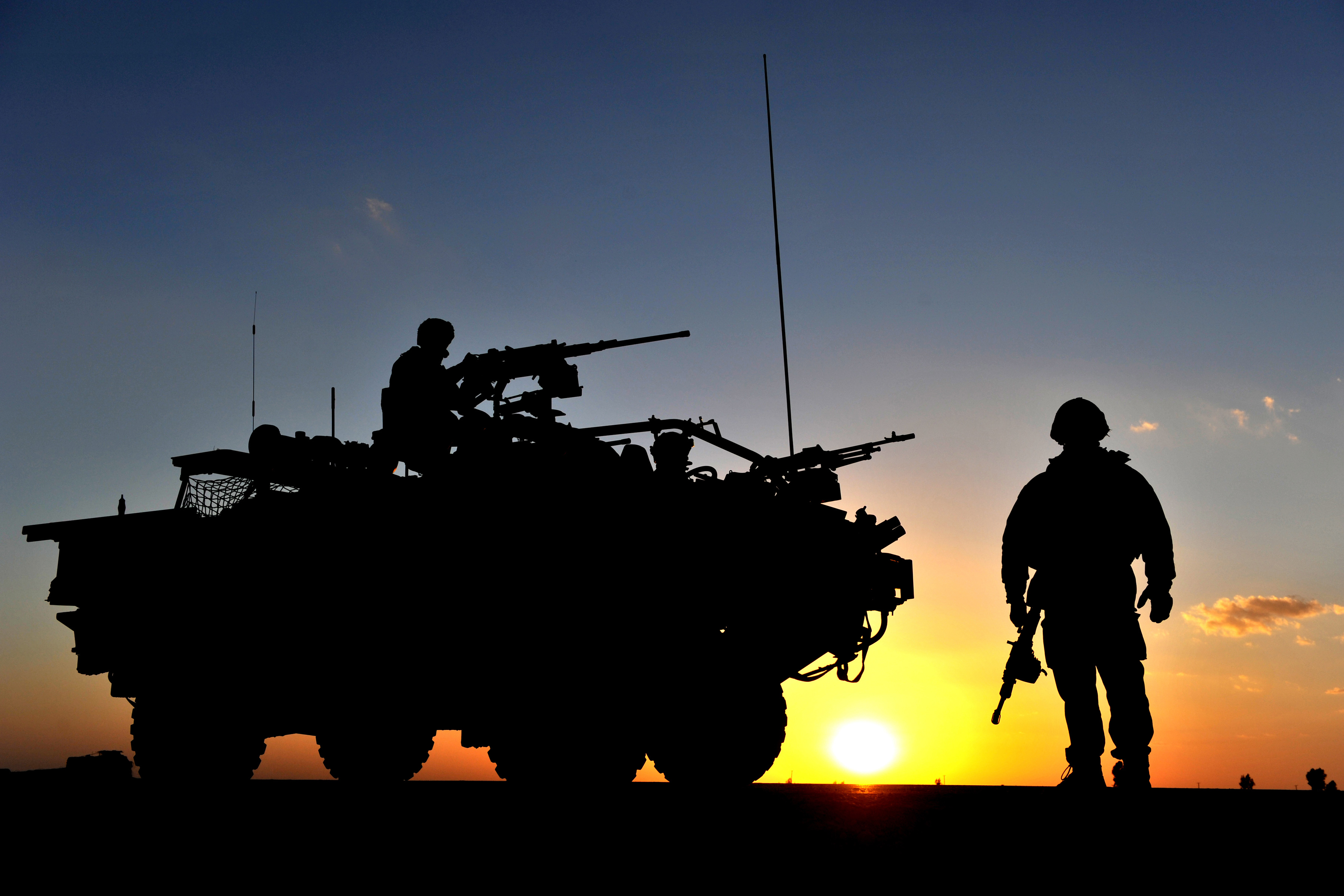
Trung đoàn Kỵ binh thiết giáp hỗ trợ an ninh tại Điểm Kiểm tra Xe tạm thời

Trung đoàn Kỵ binh thiết giáp (Household Cavalry Regiment) có vai trò hoạt động tích cực như một trinh sát đội hình, phục vụ trong các phương tiện chiến đấu bọc thép, lực lượng đi đầu tiền tuyến trong các cuộc xung đột quốc gia.
Mặc dù Trung đoàn Kỵ binh thiết giáp được trang bị các phương tiện thiết giáp, nhưng lực lượng không thuộc Quân đoàn Thiết giáp Hoàng gia (Royal Armoured Corps - RAC).
Trung đoàn này là một trong năm trung đoàn trinh sát đội hình theo thứ tự chiến đấu của Quân đội Anh. HCR có bốn phi đội tác chiến, ba trong số đó là phi đội trinh sát hạng trung truyền thống được trang bị phương tiện trinh sát chiến đấu (theo dõi). Một trong các phi đội của HCR được giao nhiệm vụ trên không cùng với Lữ đoàn Không kích 16 vào năm 2003. Trước đây, Trung đoàn có trụ sở tại Combermere Barracks, thuộc thị trấn Windsor ở Berkshire, cách Lâu đài Windsor một dặm, cho đến khi họ chuyển đến Doanh trại Bulford ở Wiltshire, vào tháng 5 năm 2019.

## Thứ tự ưu tiên
Theo Lệnh cấp bậc ưu tiên trong Quân đội Anh, Hộ Kỵ binh Hoàng gia luôn được liệt kê đầu tiên và luôn diễu hành ở phía bên phải của hàng ngũ. Đây là thứ tự mà các quân đoàn khác nhau của quân đội diễu hành, từ phải sang trái, với đơn vị ở phía bên phải là cao nhất. Tuy nhiên, một ngoại lệ được thực hiện khi Pháo binh Ngựa Hoàng gia đang diễu hành với súng của mình, trong trường hợp đó, nó được ưu tiên hơn.
1. Hộ Kỵ binh Hoàng gia (HCMR)
2. Pháo binh Ngựa Hoàng gia (RHA)
3. Quân đoàn Thiết giáp Hoàng gia (RAC)

## Ban nhạc
Hai ban nhạc từ 35 thành viên của Đội Cận vệ sự sống và 35 thành viên đến từ Blues & Royals đã kết hợp vào tháng 9 năm 2014 để tạo thành Ban nhạc Hộ Kỵ binh Hoàng gia. Các ban nhạc thường xuyên biểu diễn tại các dịp và sự kiện đặc biệt.

## Bảo tàng Hộ Kỵ binh Hoàng gia

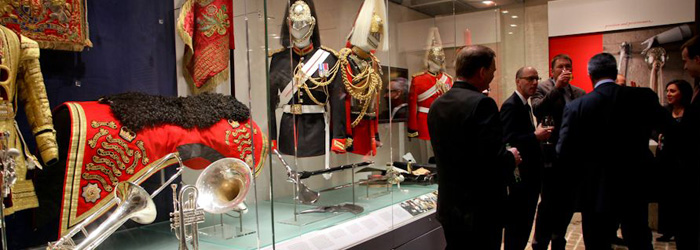
Một buổi tiếp tân tại Bảo tàng Hộ Kỵ binh Hoàng gia.

Bảo tàng Quân đội Quốc gia tại Vương quốc Anh đã phối hợp với các Bảo tàng thuộc Trung đoàn và Quân đoàn trên toàn quốc để giúp cung cấp một mạng lưới các bảo tàng quân sự cho công chúng tham quan và thưởng thức.
Hộ Kỵ binh Hoàng gia hiện có hai bảo tàng về kỵ binh, bảo tàng chính tọa lạc tại Doanh trại Horse Guards ở trung tâm Luân Đôn, là nơi Trung đoàn gắn kết của Nữ hoàng.

## Quỹ từ thiện
Hộ Kỵ binh được hỗ trợ bởi Quỹ Household Cavalry Foundation, là một tổ chức từ thiện của lực lượng kỵ binh, để gây quỹ hỗ trợ trong 5 chủ đề cốt lõi: thương vong, cựu chiến binh, phục vụ binh lính, ngựa và di sản.

## Cựu quân nhân
- James Blount 1997–2002, nghệ danh là James Blunt (Life Guards) là một ca sĩ / nhạc sĩ
- Vương tôn Harry, Công tước xứ Sussex (Blues & Royals)
- Vương tôn William, Công tước xứ Cambridge (Blues & Royals)[11]